# Corral de Partida
Corral de Partida är en ort i Mexiko.   Den ligger i kommunen Pénjamo och delstaten Guanajuato, i den centrala delen av landet, 290 km väster om huvudstaden Mexico City. Corral de Partida ligger 1 711 meter över havet och antalet invånare är 242.
Terrängen runt Corral de Partida är varierad. Runt Corral de Partida är det ganska tätbefolkat, med 104 invånare per kvadratkilometer. Närmaste större samhälle är Pénjamo, 9,2 km norr om Corral de Partida. I omgivningarna runt Corral de Partida växer huvudsakligen savannskog.